# Livia aba
Livia aba är en insektsart som beskrevs av Caldwell 1940. Livia aba ingår i släktet Livia och familjen rundbladloppor. Inga underarter finns listade i Catalogue of Life.